# 星與翼的悖論
《星與翼的悖論》（又译作）是一款由史克威尔艾尼克斯开发发行的街機遊戲。遊戲於2018年11月21日於日本推出。

## 音樂
本作的主題曲是EGOIST的chelly演唱，菅野洋子作曲、兒玉雨子作詞。
- 主題曲：chelly「星と翼のパラドクス」

作詞：菅野洋子，作曲：兒玉雨子